# The Rocky Horror Show
The Rocky Horror Show è un musical che debuttò il 16 giugno 1973.
Scritto ed interpretato da Richard O'Brien, venne diretto teatralmente da Jim Sharman. La coppia di artisti ripropose, nel 1975, l'adattamento cinematografico The Rocky Horror Picture Show.

## Trama
Atto I
La Mascherina di un cinema abbandonato presenta il film della serata con la canzone Science Fiction/Double Feature in cui fantasmi mascherati fanno il coro.
Dopo aver assistito al matrimonio tra Ralph Hapshatt e Betty Munroe, Brad Majors confessa il suo amore a Janet Weiss cantando Dammit, Janet!, e fidanzandosi così ufficialmente. Appare poi il narratore per spiegare che Brad e Janet stanno lasciando Denton per far visita al Dr. Everett Scott, il loro ex-insegnante di scienze, guidando nel mezzo di un temporale. Durante tale viaggio uno pneumatico si sgonfia e sono costretti a camminare in mezzo alla pioggia per chiedere un telefono in un vecchio castello (Over at the Frankenstein Place).
Al loro arrivo al castello i protagonisti sono accolti da Riff Raff, il tuttofare gobbo, sua sorella Magenta, la cameriera, e Columbia, una "groupie" di Frank N. Furter che parlano tra loro di un ragazzo, Eddie, vittima di uno sfortunato incidente e quindi eseguono un numero di danza (The time warp).
Brad e Janet cercano di andarsene, ma vengono fermati dall'arrivo di Frank-N-Furter, uno scienziato pazzo, travestito e bisessuale, che si presenta come proveniente da "Transexual, Transylvania" e invita Brad e Janet a vedere il suo laboratorio (Sweet Transvestite).
Qui Frank rivela la sua creazione, un ragazzo biondo e atletico di nome Rocky Horror, che viene fatto rivivere. Nel mentre, da un freezer esce Eddie, ridotto ad uno zombie dall'asportazione di mezzo cervello (impiantato su Rocky), che danneggia il laboratorio fino a quando Frank riesce a richiuderlo nuovamente nel freezer uccidendolo con un'ascia.
Frank rivela a Rocky di aver avuto una forte relazione intellettuale con Eddie, ma di preferire lui perché più atletico, oltre ad avere comunque metà cervello di Eddie.
Brad and Janet, sconvolti, vengono accompagnati in due camere separate per la notte.
Atto II
In camera sua, Janet riceve delle avances da Brad ma poi si accorge che in realtà è Frank travestito. Dapprima riluttante, Janet si lascia convincere da Frank che il piacere non è un crimine, e i due ricominciano ad amoreggiare.
Subito dopo, Brad fa l'amore con Janet ma poi scopre che si tratta nuovamente di Frank travestito. I due sono interrotti da Riff Raff che compare su un monitor e comunica che Rocky è scappato.
Janet cerca Brad nel laboratorio, ma trova Rocky che si sta nascondendo; vede su un monitor Brad a letto con Frank e seduce Rocky (Touch-a, Touch-a, Touch-a, Touch Me). Il resto del gruppo cerca Rocky attraverso i vari monitor scoprendo Janet con lui, il che ferisce molto Brad (Once in a While). 
Nel frattempo, al castello arriva anche il dottor Everett Scott, l'insegnante di Brad e Janet, che sta cercando suo nipote Eddie (Eddie's Teddy). Frank mostra il corpo di Eddie e quindi usa un dispositivo elettronico per bloccare Brad, Janet, il dottor Scott e Rocky a terra (Planet Schmanet Janet), rivelando di essere il capo di un gruppo di alieni venuti sulla terra per fare sesso con i terrestri e per lavorare su Rocky.
Sotto l'influenza di Frank, Columbia, Rocky, Brad e Janet cantano e danzano in lingerie (Rose Tint My World (Floor Show)), vengono indotti a lasciarsi andare ai loro istinti naturali in un'orgia (Don't Dream It – Be It) e quindi concludono con un eccitante numero finale (Wild and Untamed Thing). 
Lo show viene interrotto da Riff Raff e Magenta che entrano vestiti in tute spaziali e con armi a raggi; Riff Raff dichiara di aver preso il comando e di voler riportare gli alieni sul proprio pianeta (Transit Beam). Frank dichiara di voler rimanare sulla Terra a fare sesso con gli umani (I'm going home), ma Riff Raff uccide lui, Columbia e Rocky e quindi ordina a Brad, Janet, ed al dottor Scott di andarsene. I tre lasciano il castello mentre Riff Raff e Magenta esprimono la loro felicità nel tornare a casa ballando ancora il "Time Warp" con i loro amici Transilvani (Spaceship).
Brad e Janet guardano il castello sparire in cielo, confusi a causa delle loro avventure sessuali (Super Heroes).
Il Narratore conclude la sua storia con la frase "e strisciando sulla superficie del pianeta, insetti detti "razza umana", persi nel tempo, nello spazio e nel significato".

## Numeri musicali
- Science Fiction/Double Feature
- Dammit, Janet!
- Over at the Frankenstein Place
- Sweet Transvestite
- The Time Warp
- The Sword of Damocles
- Hot Patootie
- Touch-a, Touch-a, Touch-a, Touch Me
- Once in a While
- Planet Schmanet Janet
- Rose Tint My World/Don't Dream It, Be It/Wild and Untamed Thing
- I'm Going Home
- Superheroes
- Science Fiction/Double Feature (Reprise)

## Altri media
- Nel 1975 è stato diretto da Jim Sharman il film The Rocky Horror Picture Show, che porta sul grande schermo l'opera teatrale.
- Nel 1985 è stato prodotto il videogioco per computer 8-bit The Rocky Horror Show dalla CRL Group.